# Ramón José Velásquez
Ramón José Velásquez (Táchira, 28 de novembro de 1916 — Caracas, 24 de junho de 2014) foi um político, historiador, repórter e jornalista venezuelano. Durante 5 de junho de 1993 e 2 de fevereiro de 1994, ocupou o cargo de presidente da Venezuela.

## Prisão
Durante a ditadura de Marcos Pérez Jiménez, Velásquez foi preso por um ano por seu papel na compilação do Libro negro de la dictadura (Livro negro da ditadura). Os arquivos deste livro ajudaram a expor os crimes do período ditatorial.

## Presidente
Em 1993, como resultado da crise produzida pelo impeachment do presidente Carlos Andrés Pérez, o Congresso nomeou Velásquez Presidente da República, encerrando o período constitucional em 1994. Ele serviu de 5 de junho de 1993 a 2 de fevereiro de 1994. Como um nacional altamente respeitado acho que havia um consenso geral em torno de seu nome para tal tarefa. Em agosto Velásquez realizou uma reunião de emergência para responder aos graves danos causados pela tempestade tropical Bret, que deixa pelo menos 70 mortos. Cerca de 1 400 trabalhadores e voluntários ajudaram nos esforços de resgate depois que os deslizamentos de terra atingiram Caracas e arredores, auxiliados pela Cruz Vermelha voluntários e 800 bombeiros. As vítimas da tempestade foram temporariamente alojadas na base militar de Fuerte Tiuna. As estradas foram rapidamente limpas de detritos e lama, embora muitas não tenham sido reabertas inicialmente devido à ameaça de deslizamentos de terra adicionais. O governo foi ofuscado pelo chamado narcoindulto ao traficante Larry Tovar Acuña, neste caso a Secretaria Privada da Presidência obteve irregularmente a assinatura do Presidente para a liberação a um conhecido traficante. Outros eventos sob seu breve governo incluem a falência do Banco Latino com posterior vazamento de moeda estrangeira no exterior e a tragédia de Tejerías . Entre suas medidas governamentais estava a introdução de Imposto sobre Valor Agregado como parte da Lei Habilitadora confiada ao Congresso Nacional.